# U-340 (tàu ngầm Đức)
U-340 là một tàu ngầm tấn công  Lớp Type VII thuộc phân lớp Type VIIC được Hải quân Đức Quốc Xã chế tạo trong Chiến tranh Thế giới thứ hai. Nhập biên chế năm 1942, nó đã thực hiện được ba chuyến tuần tra nhưng không đánh chìm được mục tiêu nào. Trong chuyến tuần tra cuối cùng trong Đại Tây Dương để xâm nhập qua eo biển Gibraltar, U-340 bị máy bay và tàu chiến Anh gây hư hại nặng ngoài khơi Tangier, Maroc và phải tự đánh đắm vào ngày 2 tháng 11, 1943.

## Thiết kế và chế tạo

### Thiết kế

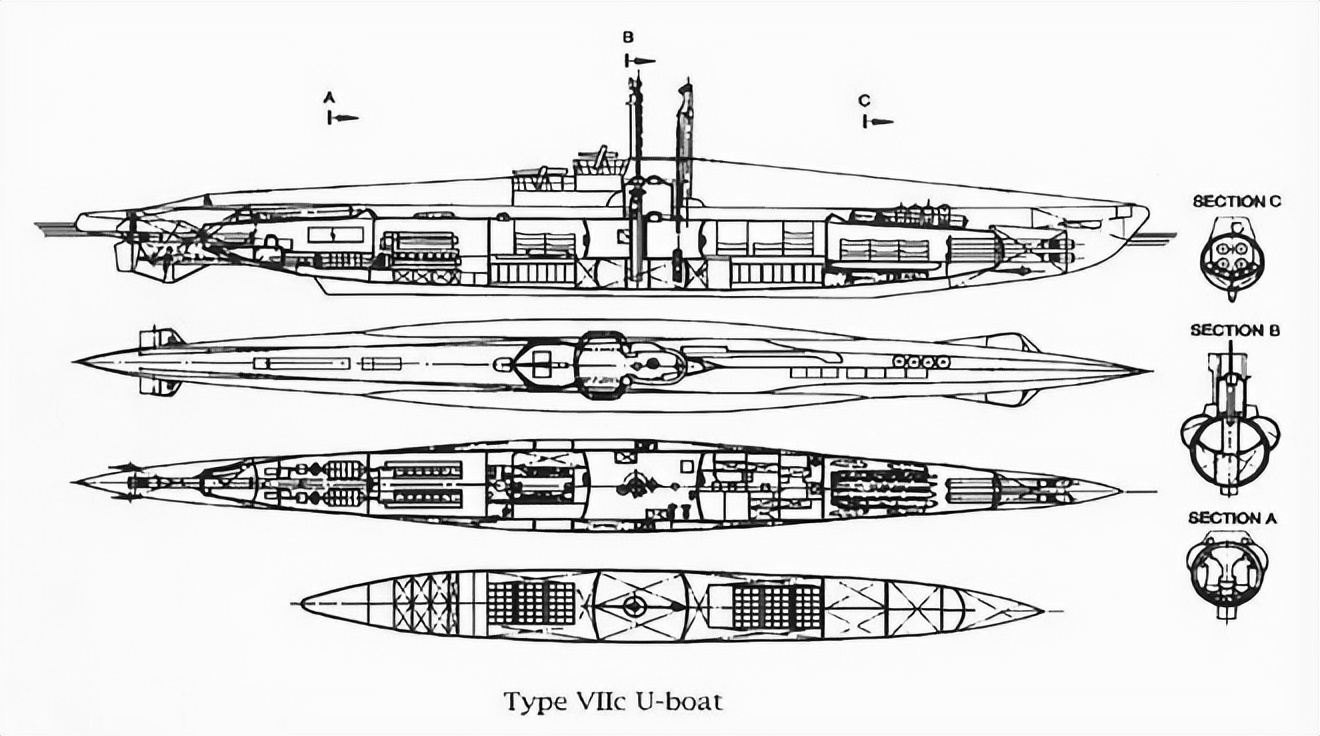
Sơ đồ các mặt cắt một tàu ngầm Type VIIC

Phân lớp VIIC của Tàu ngầm Type VII là một phiên bản VIIB được kéo dài thêm. Chúng có trọng lượng choán nước 769 t (757 tấn Anh) khi nổi và 871 t (857 tấn Anh) khi lặn). Con tàu có chiều dài chung 67,10 m (220 ft 2 in), lớp vỏ trong chịu áp lực dài 50,50 m (165 ft 8 in), mạn tàu rộng 6,20 m (20 ft 4 in), chiều cao 9,60 m (31 ft 6 in) và mớn nước 4,74 m (15 ft 7 in).
Chúng trang bị hai động cơ diesel Germaniawerft F46 siêu tăng áp 6-xy lanh 4 thì, tổng công suất 2.800–3.200 PS (2.100–2.400 kW; 2.800–3.200 bhp), dẫn động hai trục chân vịt đường kính 1,23 m (4,0 ft), cho phép đạt tốc độ tối đa 17,7 kn (32,8 km/h), và tầm hoạt động tối đa 8.500 nmi (15.700 km) khi đi tốc độ đường trường 10 kn (19 km/h). Khi đi ngầm dưới nước, chúng sử dụng hai động cơ/máy phát điện Garbe, Lahmeyer & Co. RP 137/c  tổng công suất 750 PS (550 kW; 740 shp). Tốc độ tối đa khi lặn là 7,6 kn (14,1 km/h), và tầm hoạt động 80 nmi (150 km) ở tốc độ 4 kn (7,4 km/h). Con tàu có khả năng lặn sâu đến 230 m (750 ft).
Vũ khí trang bị có năm ống phóng ngư lôi 53,3 cm (21 in), bao gồm bốn ống trước mũi và một ống phía đuôi, và mang theo tổng cộng 14 quả ngư lôi, hoặc tối đa 22 quả thủy lôi TMA, hoặc 33 quả TMB. Tàu ngầm Type VIIC bố trí một hải pháo 8,8 cm SK C/35 cùng một pháo phòng không 2 cm (0,79 in) trên boong tàu. Thủy thủ đoàn bao gồm 4 sĩ quan và 40-56 thủy thủ.

### Chế tạo
U-340 được đặt hàng vào ngày 17 tháng 12, 1940, và được đặt lườn tại xưởng tàu của hãng Nordseewerke ở Emden vào ngày 1 tháng 10, 1941. Nó được hạ thủy vào ngày 20 tháng 8, 1942, và nhập biên chế cùng Hải quân Đức Quốc Xã vào ngày 16 tháng 10, 1942 dưới quyền chỉ huy của Hạm trưởng, Trung úy Hải quân Hans-Joachim Klaus.

## Lịch sử hoạt động

### Chuyến tuần tra thứ nhất
U-340 khởi hành từ Kiel vào ngày 29 tháng 4, 1943 cho chuyến tuần tra đầu tiên trong chiến tranh. Nó tiến ra Bắc Hải, rồi băng qua khe GIUK giữa quần đảo Faroe và Iceland để tiến ra hoạt động tại vùng biển Bắc Đại Tây Dương về phía Đông Nam Greenland. Chiếc tàu ngầm không đánh chìm được mục tiêu nào, nên kết thúc chuyến tuần tra và về đến cảng Bordeaux bên bờ biển Đại Tây Dương của Pháp đã bị Đức chiếm đóng, đến nơi vào ngày 31 tháng 5.

### Chuyến tuần tra thứ hai
U-340 khởi hành từ cảng Bordeaux vào ngày 6 tháng 7 cho chuyến tuần tra thứ hia, và di chuyển xuống phía Nam để hoạt động dọc theo bờ biển Tây Phi cho đến tận ngoài khơi Liberia. Trong chặng quay trở về, ở vị trí ngoài khơi bờ biển Tây Ban Nha vào ngày 25 tháng 8, nó đã cứu vớt năm thành viên đội bay một máy bay ném bom Focke-Wulf Fw 200 Condor Không quân Đức Quốc xã bị bắn rơi vào ngày hôm trước. Ngay sau đó U-340 bị một máy bay đối phương không rõ nhận dạng tấn công, khiến nó bị hư hại nhẹ, một thủy thủ tử trận cùng năm người khác bị thương. Chiếc tàu ngầm kết thúc chuyến tuần tra tại cảng  St. Nazaire vào ngày 2 tháng 9. 

### Chuyến tuần tra thứ ba - Bị mất
U-340 khởi hành từ cảng St. Nazaire vào ngày 17 tháng 10 cho chuyến tuần tra thứ ba, cũng là chuyến cuối cùng, và hướng xuống phía Nam để tìm cách xâm nhập qua eo biển Gibraltar được Hải quân Anh canh phòng nghiêm ngặt, nhằm hoạt động trong Địa Trung Hải. 
Tuy nhiên U-340 bị phát hiện ở vị trí ngoài khơi Tangier, Maroc, và bị tấn công bằng mìn sâu thả từ tàu sà lúp HMS Fleetwood và các tàu khu trục HMS Active và HMS Witherington của Hải quân Hoàng gia Anh, phối hợp với một máy bay ném bom B-24 Liberator thuộc Liên đội 149 Không quân Hoàng gia Anh. Chiếc tàu ngầm bị hư hại nặng đến mức thủy thủ đoàn phải bỏ tàu và tự đánh đắm ở vị trí gần Punta Almina, Ceuta, bên bờ biển Bắc Phi của eo biển Gibraltar, tại tọa độ 35°49′B 05°14′T / 35,817°B 5,233°T. Một thành viên thủy thủ đoàn của U-340 đã tử trận, nhưng 48 người khác đã sống sót.

### "Bầy sói" tham gia
U-340 từng tham gia ba bầy sói:
- Iller (12 - 15 tháng 5, 1943)
- Donau 1 (15 - 20 tháng 5, 1943)
- Không tên (11 - 29 tháng 7, 1943)